# 대니엘 본저넥

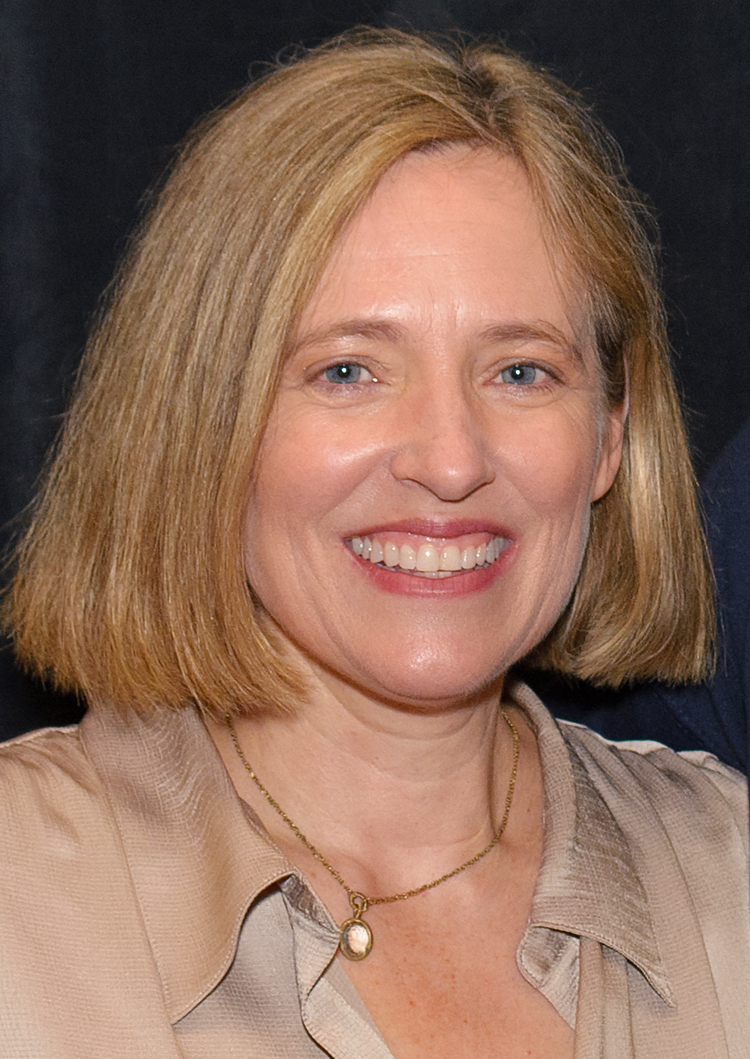

대니엘 본저넥(영어: Danielle von Zerneck, 1965년 12월 21일 ~ )은 미국의 배우이다.
노스할리우드에서 태어났다.

## 영화
- 리스크 (2001년)
- 데들리 인베이션 (1995년)
- 망각의 삶 (1995년) - 채드 역
- 우먼 위드 어 패스트 (1992년)
- 듀스 쿠페 (1992년)
- 분노의 바다 (1992년)
- 배반의 묘략 (1990년)
- 두 자매 이야기 (1989년)
- 라 밤바 (1987년) - 도나 루드위그 역
- 마지막 과학 숙제 (1985년)
- 여름 환상곡 (1984년)